# Antonio Caetani (1566–1624)
Antonio Caetani (ur. w 1566 w Rzymie, zm. 17 marca 1624 tamże) – włoski kardynał.

## Życiorys
Urodził się w 1566 roku w Rzymie, jako syn Onorata Caetaniego i Agnesii Colonny di Paliano (jego bratem był Bonifazio Caetani). Studiował na Uniwersytecie w Perugii, gdzie uzyskał doktorat utroque iure. Był asystentem nuncjusza apostolskiego we Francji i Polsce. 31 sierpnia 1605 roku został wybrany arcybiskupem Kapui, a 11 września przyjął sakrę. W latach 1606–1610 pełnił funkcję nuncjusza przy cesarzu, a w okresie 1611–1618 – w Hiszpanii. 19 kwietnia 1621 roku został kreowany kardynałem prezbiterem i otrzymał kościół tytularny Santa Pudenziana. W 1621 roku mianowano go legatem w Bolonii, jednak po dwóch latach zrezygnował. Zmarł 17 marca 1624 roku w Rzymie.